# Republikken Formosa
Republikken Formosa var en republik på Taiwan fra 23. maj 1895 til 21. oktober 1895. Da Qing-dynastiet i Kina efter freden i Shimonoseki skulle give Taiwan til Japan, var der nogle lokale adelige og tilhængere af Qing-dynastiet, der proklamerede Republikken Formosa i håb om, at det kunne forhindre, at Taiwan blev japansk. Efter kun fem måneder gik japanske soldater i land på Taiwan, og efter nogle dage erobrede de hovedbyen Tainan. Det afsluttede modstanden mod japansk besættelse.

## Baggrund
I 1894 kom Kina og Japan i krig. På nogle få måneder besejrede japanerne Kinas Beiyang-flåde, fik kontrol over de kinesiske hærenheder i Manchuriet og erobrede Port Arthur og Wei-hai-wei. Selv om næsten alle kampene fandt sted i det nordlige Kina, havde Japan vigtige territoriale ambitioner i det sydlige Kina. Da krigen nærmede sig afslutningen, tog japanerne skridt til at sikre, at Taiwan blev overdraget til Japan ved den endelige fredsaftale, og de var vel forberedte på besætte øen. I marts 1895 åbnede fredsforhandlingerne mellem Japan og Kina i den japanske by Shimonoseki. Selv om fjendtlighederne i det nordlige Kina blev suspenderet under disse forhandlinger, blev Taiwan og Pescadores specifikt undtagne fra våbenhvilen. Den undtagelse tillod japanerne at igangsætte en militæroperation mod Pescadores i marts 1895 uden at forstyrre forhandlingerne. Pescadores-øerne, der ligger midt imellem fastlandet Kina og Taiwan, var nøglen til en vellykket besættelse af Taiwan. I en hurtig kampagne i den sidste uge af marts erobrede japanerne øerne og forhindrede kinesiske forstærkninger i at blive sendt over Taiwanstrædet til Taiwan. Denne fait accompli havde indflydelse på fredsforhandlingerne, og Shimonoseki-traktaten, der blev indgået den 17. april 1895, sørgede behørigt for Kinas afståelse af Taiwan til Japan. Den 10. maj blev admiral Kabayama Sukenori udnævnt til den første japanske generalguvernør i Taiwan.

## Proklamation af Republikken
Da traktatens indhold nåede Taiwan, besluttede en række fremtrædende personligheder fra det centrale Taiwan ledet af Qiu Fengjia at modarbejde overførslen fra Taiwan til japansk styre. Den 23. maj erklærede disse mænd øens uafhængighed i Taipei og proklamerede etableringen af en fri og demokratisk republik Formosa. Tang Ching-sung, Qing-generalguvernøren i Taiwan, blev udpeget til republikkens første præsident, og hans gamle ven Liu Yongfu, den pensionerede hærfører for Sorte Flag-hæren, der var blevet nationalhelt i Kina for sine sejre over franskmændene i det nordlige Vietnam et årti tidligere, blev inviteret som hærens generalsekretær. Chiu blev udnævnt til overordnet kommandør med beføjelse til at rejse lokale militsenheder over hele øen for at modstå japanerne. På det kinesiske fastland støttede Zhang Zhidong, den magtfulde generalguvernør i Liangkiang, stiltiende Formosa-modstandsbevægelsen, og republikanerne udpegede også Chen Jitong, en kinesisk diplomat der havde indsigt i europæisk tankegang som Republikkens udenrigsminister. Han skulle repræsentere Republikken over for udlandet.